# 伊藤翔
伊藤 翔（いとう しょう、1988年7月24日 - ）は、愛知県春日井市出身のプロサッカー選手。Jリーグ・横浜FC所属。ポジションはフォワード（FW）。

## 来歴

### プロ入り前
春日井市立中部中学校出身。
家族は両親と弟。小学生時代はスイミングスクールに在籍し入賞経験も持つ。サッカーにおいては、15歳から各世代の代表に選出され、FC.フェルボール愛知から中京大学附属中京高等学校に進学。3年生になるとキャプテンマークを引き継ぐ。
2006年8月にはイングランド・アーセナルFCのトライアルテストに参加。ここでアーセナル監督のアーセン・ベンゲルにティエリ・アンリに喩えて賞賛されたことから、「和製アンリ」として一気に日本のメディアに取り上げられるようになった。11月にはU-19アジア大会のメンバーに選ばれるが無得点に終わる。1ヶ月後の高校サッカー選手権でも注目されたが、結局、無得点で2回戦敗退という結果に終わった。

### グルノーブル時代
選手権終了後、フランス2部リーグのグルノーブル・フット38と契約し、2007年1月11日に加入記者会見を行った。伊藤のように高校時代から注目を浴びていた選手が、国内のクラブを経由せずに直接海外クラブとプロ契約したのは、Jリーグ発足後初めてのケースであり、その進路は大々的に報道された。
しかしグルノーブルで、出場機会をほとんど得られず、移籍初年度の2006-2007シーズンは1試合、2007-2008シーズンは3試合の出場で無得点に終わる。2008-2009シーズンからグルノーブルは1部昇格を果たしたが、このシーズンに至ってはカップ戦を含めても全く出場できず惨憺たる結果となった。2010年5月5日、念願のリーグ・アン（1部）デビューを果たしたが、結局2009-2010シーズンもこの1試合のみの出場に終わり、グルノーブルを離れる。

### 清水エスパルス時代
2010年6月に清水エスパルスとの2年契約を結んだ。11月13日に行われた天皇杯3回戦の水戸ホーリーホック戦に先発で出場し公式戦デビューした。2010年シーズンはリーグ戦と天皇杯2試合ずつに出場した。
2011年シーズンは、監督のアフシン・ゴトビによって開幕戦から数試合先発起用された。東日本大震災による中断を挟んで前半戦8試合に出場しうち7試合に先発でプレーした。その後は右膝の故障でベンチ外となっていたが、回復する見込みがないため9月に患部を手術した。10月23日の第30節ヴァンフォーレ甲府戦で後半40分から途中出場し復帰した。最終節ガンバ大阪戦において先発出場し、前半9分にヘディングでJ初得点を記録した。
2012年シーズンはキャンプから好調を維持し序盤は先発や途中出場で試合に出る。しかし、新入団の白崎凌兵や途中加入したジミー・ドグラス・フランサ、瀬沼優司といった選手とのポジション争いに敗れ、主に途中出場やカップ戦での出場が多くなっていった。6月には契約を半年間延長。その後も状況は変わらなかったが、2008年以来久しぶりにシーズン中での大きな怪我がなく1年を過ごし、カップ戦を含めると自身最多の試合出場となった。
2013年シーズンも控えやベンチ外の試合が多かったが、シーズンの終盤にかけては出場機会を徐々に得る。鳥栖戦では自身初のハットトリックを達成した。またリーグ戦34試合のうち14試合に先発で起用され、リーグ6得点をマークした。

### 横浜F・マリノス時代
2014年1月14日に横浜F・マリノスに完全移籍した。同年はACL第1戦とJ1開幕戦でゴールを決め前半戦は好調を維持した。その後、リーグ戦では中々ゴールが奪えず一時スタメンから外れることもあったが最終盤では3試合連続でゴールを決め、シーズンを通じて初めてレギュラー起用され26試合で8得点を挙げた。ルヴァンカップでも8得点を挙げ得点王となり、2018年の期間通算としては自己最多の17得点を挙げた。

### 鹿島アントラーズ時代
2019年、鹿島アントラーズへ完全移籍。2月19日に行われたAFCチャンピオンズリーグプレーオフのニューカッスル・ユナイテッド・ジェッツFC戦で鹿島デビューを果たし、得点も挙げた。
その後もゴールを量産したもののシーズン途中から控えに回ることが増え、続く2020シーズンは14試合(先発3試合)のみの出場に留まった。

### 横浜FC時代
2021年、横浜FCへ完全移籍。8月4日、松本山雅FCへの期限付き移籍が発表された。
2022年、横浜FCへ復帰した。

## エピソード
- 和製アンリと呼ばれる事が多いが、本人は憧れの選手にはアンリではなくジネディーヌ・ジダンを挙げている[12]。

## 所属クラブ
- 2001年 名古屋グランパス U-15[13]
- 2002年 - 2003年 FC.フェルボール愛知[13]（春日井市立中部中学校）
- 2004年 - 2006年 中京大学附属中京高等学校
- 2007年 - 2010年6月  グルノーブル・フット38
- 2010年6月 - 2013年  清水エスパルス
- 2014年 - 2018年  横浜F・マリノス
- 2019年 - 2020年  鹿島アントラーズ
- 2021年 -  横浜FC
  - 2021年8月 - 同年12月  松本山雅FC（期限付き移籍）

## 個人成績
| 国内大会個人成績 | 国内大会個人成績 | 国内大会個人成績 | 国内大会個人成績 | 国内大会個人成績 | 国内大会個人成績 | 国内大会個人成績 | 国内大会個人成績 | 国内大会個人成績 | 国内大会個人成績 | 国内大会個人成績 | 国内大会個人成績 |
| 年度             | クラブ           | 背番号           | リーグ           | リーグ戦         | リーグ戦         | リーグ杯         | リーグ杯         | オープン杯       | オープン杯       | 期間通算         | 期間通算         |
| 年度             | クラブ           | 背番号           | リーグ           | 出場             | 得点             | 出場             | 得点             | 出場             | 得点             | 出場             | 得点             |
| フランス         | フランス         | フランス         | フランス         | リーグ戦         | リーグ戦         | F・リーグ杯      | F・リーグ杯      | フランス杯       | フランス杯       | 期間通算         | 期間通算         |
| ---------------- | ---------------- | ---------------- | ---------------- | ---------------- | ---------------- | ---------------- | ---------------- | ---------------- | ---------------- | ---------------- | ---------------- |
| 2006-07          | グルノーブル     | 20               | リーグ・ドゥ     | 1                | 0                | -                | -                | -                | -                | 1                | 0                |
| 2007-08          | グルノーブル     | 20               | リーグ・ドゥ     | 3                | 0                | 0                | 0                | 1                | 0                | 4                | 0                |
| 2008-09          | グルノーブル     | 20               | リーグ・アン     | 0                | 0                | 0                | 0                | 0                | 0                | 0                | 0                |
| 2009-10          | グルノーブル     | 20               | リーグ・アン     | 1                | 0                | 0                | 0                | 0                | 0                | 1                | 0                |
| 日本             | 日本             | 日本             | 日本             | リーグ戦         | リーグ戦         | リーグ杯         | リーグ杯         | 天皇杯           | 天皇杯           | 期間通算         | 期間通算         |
| 2010             | 清水             | 36               | J1               | 2                | 0                | 0                | 0                | 2                | 0                | 4                | 0                |
| 2011             | 清水             | 14               | J1               | 11               | 1                | 1                | 0                | 3                | 1                | 15               | 2                |
| 2012             | 清水             | 14               | J1               | 11               | 1                | 5                | 1                | 3                | 1                | 19               | 3                |
| 2013             | 清水             | 14               | J1               | 25               | 6                | 3                | 0                | 1                | 0                | 29               | 6                |
| 2014             | 横浜FM           | 16               | J1               | 32               | 8                | 2                | 0                | 1                | 0                | 35               | 8                |
| 2015             | 横浜FM           | 16               | J1               | 29               | 6                | 6                | 1                | 3                | 2                | 38               | 9                |
| 2016             | 横浜FM           | 16               | J1               | 32               | 5                | 8                | 3                | 2                | 0                | 42               | 8                |
| 2017             | 横浜FM           | 16               | J1               | 15               | 2                | 3                | 0                | 3                | 2                | 21               | 4                |
| 2018             | 横浜FM           | 16               | J1               | 26               | 8                | 9                | 8                | 3                | 1                | 38               | 17               |
| 2019             | 鹿島             | 15               | J1               | 26               | 7                | 4                | 1                | 5                | 3                | 35               | 11               |
| 2020             | 鹿島             | 15               | J1               | 14               | 1                | 2                | 2                | -                | -                | 16               | 3                |
| 2021             | 横浜FC           | 16               | J1               | 15               | 0                | 4                | 1                | 1                | 0                | 20               | 1                |
| 2021             | 松本             | 15               | J2               | 18               | 4                | -                | -                | -                | -                | 18               | 4                |
| 2022             | 横浜FC           | 15               | J2               | 25               | 6                | -                | -                | 0                | 0                | 25               | 6                |
| 2023             | 横浜FC           | 15               | J1               | 26               | 2                | 4                | 1                | 1                | 0                | 31               | 3                |
| 2024             | 横浜FC           | 15               | J2               | 33               | 7                | 0                | 0                | 1                | 0                | 34               | 7                |
| 2025             | 横浜FC           | 15               | J1               |                  |                  |                  |                  |                  |                  |                  |                  |
| 通算             | 日本             | 日本             | J1               | 264              | 47               | 51               | 18               | 28               | 10               | 343              | 75               |
| 通算             | 日本             | 日本             | J2               | 76               | 17               | 0                | 0                | 1                | 0                | 77               | 17               |
| 通算             | フランス         | フランス         | リーグ・アン     | 1                | 0                | 0                | 0                | 0                | 0                | 1                | 0                |
| 通算             | フランス         | フランス         | リーグ・ドゥ     | 4                | 0                | 0                | 0                | 1                | 0                | 5                | 0                |
| 総通算           | 総通算           | 総通算           | 総通算           | 345              | 64               | 51               | 18               | 30               | 10               | 426              | 92               |

| 国際大会個人成績 | 国際大会個人成績 | 国際大会個人成績 | 国際大会個人成績 | 国際大会個人成績 |
| 年度             | クラブ           | 背番号           | 出場             | 得点             |
| AFC              | AFC              | AFC              | ACL              | ACL              |
| ---------------- | ---------------- | ---------------- | ---------------- | ---------------- |
| 2014             | 横浜FM           | 16               | 4                | 1                |
| 2019             | 鹿島             | 15               | 7                | 4                |
| 通算             | AFC              | AFC              | 11               | 5                |

その他の国際公式戦
- 2019年
  - AFCチャンピオンズリーグ2019・プレーオフ 1試合1得点
- 2020年
  - AFCチャンピオンズリーグ2020・プレーオフ 1試合0得点

## 代表歴
- 2003年
  - U-15日本代表
- 2004年
  - U-16日本代表 - AFC U-17選手権 (予選敗退)
- 2005年
  - U-17日本代表- サニックス杯国際ユースサッカー大会
  - U-18日本代表- SBSカップ
- 2006年
  - U-19日本代表- AFCユース選手権